# Рудзинский, Дионисий Леопольдович
Дионисий Леопольдович Рудзинский (настоящая имя и фамилия Дионизас Рудзинскас, Dionizas Rudzinskas; 12 мая 1866, Скопишкис, Российская империя — 25 ноября 1954, Дотнува, Литовская ССР, СССР) — российский, советский и литовский селекционер растений.

## Биография
Родился Дионисий Рудзинский (Дионизас Рудзинкас) 12 мая 1866 года в Скопишкисе. Через некоторое время переезжает в Москву, где поступает в Петровскую сельскохозяйственную академию и оканчивает её в 1893 году и остаётся там работать в качестве научного сотрудника с 1893 по 1913 год. В 1898—1903 году Рудзинским была организована первая в России селекционная станция по образцу наиболее авторитетной в то время Свалёфской (город Свалёв) селекционной станции Ассоциации семян Швеции. Из числа первых её сотрудников выросла целая плеяда выдающихся, известных всему миру ученых: Вавилов, Жегалов, Лорх, Синская и др.
С 1913 по 1922 год уходит из основного здания МСХИ, но остаётся в системе института, заведуя селекционной станцией. В 1922 году возвращается на свою родину и организовывает Дотнувскую селекционную станцию, проработав там всю оставшуюся жизнь, одновременно с этим преподавал в сельскохозяйственной академии Литовской ССР.
Скончался Дионисий Рудзинский 25 ноября 1954 года в Дотнуве.

## Научная деятельность
Основные научные работы посвящены сортоизучению и селекции сельскохозяйственных растений. Дионисий Рудзинский является одним из пионеров селекционного дела в Российской империи.
- Принимал участие в создании ряда ценных сортов сельскохозяйственных культур.
- 1903 — Совместно с В. Р. Вильямсом, при его воздействии начал работы по выведению новых сортов озимой и яровой пшеницы, овса, картофеля, гороха и клевера.

### Научные труды
- Воспоминания селекционера // Селекция и семеноводство. 1947. № 11.

## Награды и премии
- орден Трудового Красного Знамени (16.07.1946)
- Заслуженный деятель науки Литовской ССР.